# اقتصاد غير نقدي
يشمل الاقتصاد غير النقدي (بالإنجليزية: non-monetary economy) أعمالًا مثل العمل المنزلي، أو تقديم الرعاية، أو النشاط المدني، أو حتى الأصدقاء الذين يفعلون شيئًا لبعضهم البعض من دون قيمة نقدية، ولكنه يظل جزءًا مهمًّا للغاية من الاقتصاد. في حين أن العمالة المدفوعة لها قيمة أكبر من العمالة غير المدفوعة الأجر، فإن ما يقرب من نصف العمل الإنتاجي الأميركي يكون خارج اقتصاد السوق ولا يُمثَل في مقاييس الإنتاج مثل الناتج المحلي الإجمالي.

## أشكال الاقتصاد غير النقدي

### بناء المجتمع
في عام 1998، قدرت منظمة إعادة تعريف التقدم (بالإنجليزية: Redefining progress) أن قيمة الأعمال المنزلية بلغت 1.911 تريليون دولار، أي ما يقرب من ربع الناتج المحلي الإجمالي للولايات المتحدة في ذلك العام. اعتبارًا من عام 2010، وجد مكتب التحليل الاقتصادي أن العمل المنزلي من شأنه أن يزيد الناتج المحلي الإجمالي بنسبة 26٪ لو تم تعقبّه. بعد مرور أكثر من عقد من الزمان، ما يزال العمل المنزلي يشكل مصدرًا رئيسيًا للدعم الأساسي للاقتصاد المحلي، وتشمل هذه الأعمال المنزلية التنظيف، والطهي، وتقديم الرعاية، وتعليم الأطفال.
قد يكون هناك اقتصاد منزلي مغلق، حيث تستفيد مجموعة معينة (ربما عائلية) من الأفراد من العمل الذي يؤدونه.
في ظروف النجاة والبقاء على قيد الحياة القصوى، تكون الطبيعة المفتوحة لاقتصاد الأسرة أكثر وضوحًا. غالبًا ما تبادلت العائلات الفقيرة التي مزقتها الحرب في أوروبا الشرقية بعد الشيوعية فيما بينها الطعام والملابس ومستلزمات الحمام والضروريات الأساسية للحياة. قد يبدو أن الطهي والتنظيف وصنع الملابس تعتبر عملًا بديهيًا. خلصت دراسة أسترالية (1992) بأن ما يقدر بنحو 380 مليون ساعة عمل في الأسبوع تكون على هذه الأنواع من الأنشطة غير مدفوعة الأجر، مقارنة بـ 272 مليون ساعة في الأسبوع في العمل مدفوع الأجر.
يمكن أن يُعزى جزء كبير من هذه الساعات إلى التنشئة والرعاية، كما يمكن أن تتخذ الرعاية شكلين، هما: تربية الأطفال من جهة والعناية بالمرضى والمسنين والعجزة من جهة أخرى، وكلاهما يتوقع أن تقوم بها النساء والفتيات.
لا يمثل الأطفال نتاجا للأسرة فحسب، بل رصيدًا للمجتمع ككل. قد يقدم الأطفال في المنزل المساعدة في شكل أعمال روتينية وهذا أمر له قيمة. بمعنى أكبر، فإن الأطفال هم منفعة عامة: استثمار ينفق فيه الوقت والطاقة والمال حتى يصبحوا بالغين مستقرين يشاركون في خفض الدين الوطني والمساهمة في الضمان الاجتماعي، وبالتالي تحقيق منفعة عامة. مع نضوج الأطفال وتعلمهم، فإنهم يتمتعون بالقدرة على إفادة المجتمع في أي مهنة أو عمل إنتاجي.
تعتبر المنتجات والخدمات المنتجة داخل المنزل مفتوحة للاقتصاد غير السوقي بشكل عام. يستفيد المجتمع ككل من هذا العمل غير مدفوع الأجر، سواء بشكل فوري أو على نطاق واسع.
إن الشكل الآخر للرعاية المنزلية يفيد المجتمع ككل أيضًا، إذ يوفّر تقديم الرعاية المساعدةَ للمسنين أو المعوقين أو الذين يعانون من مرض عضال أو مرض مزمن، أو الضعفاء والمحتاجين إلى الرعاية عمومًا. أي شخص يهتم بشخص آخر في أي من هذه المواقف يعتبر مقدم رعاية. تكون هذه المساعدة غير مدفوعة الأجر غالبًا ويقوم بها أصدقاء أو عائلة المريض.
غالبًا ما يتجاوز تقديم الرعاية مهام التمريض المقدمة لمريض أو شخص يتعافى من الجراحة، فمن بين المسؤوليات الأخرى غالبًا أنه يجب على مقدمي الرعاية أيضًا الحفاظ على المسكن، وتوفير الوجبات، والتفاعل مع مقدمي الخدمات الطبية والأطباء. ما يقرب من 80٪ من العمالة التي ترعى كبار السن خارج دور التمريض هي عمالة غير مدفوعة الأجر من الأسر والعوائل.
في عام 1997، قُدرت قيمة عمل مقدمي الرعاية بمبلغ 196 مليار دولار. وهو ما يعادل 375 مليار دولار بأسعار عام 2007. في ذلك الوقت، أنفق 32 مليار دولار فقط على الرعاية الصحية الرسمية و83 مليار دولار أخرى على الرعاية المنزلية التمريضية من الحكومة الاتحادية. وفقًا لهذه الإحصاءات، يُنفق حوالي نصف المبلغ فقط على التمريض والرعاية الصحية المنزلية الضرورية. إن هذه الأرقام لا تأخذ في الاعتبار العبء المالي وكذلك العاطفة التي هي جزء لا يتجزأ من طبيعة عمل مقدمي الرعاية.
قدر البحث نفسه أن مقدمي الرعاية في عام 1997 كانوا سيحصلون على 8.18 دولارات كأجر بالساعة. اعتبارًا من مايو 2013، قُدِّر الأجر بالساعة بمبلغ 9.14 دولار كمتوسط للحد الأدنى للأجور في فلوريدا، ومتوسط الأجر لمساعدي الصحة المنزلية. يتطلب تقديم الرعاية جهودًا كبيرة، تصل إلى العمل 22 إلى 70 ساعة في الأسبوع. قدر عدد الأشخاص الذين قاموا بهذا العمل حتى عام 1997 بـ 25.8 مليون شخص.